# Raión de Bilozerka
Bilozerka (en ucraniano: Білозерський район) es un raión o distrito de Ucrania en el óblast de Jersón. 
Comprende una superficie de 1700 km².
La capital es la ciudad de Bilozerka.

## Demografía
Según estimación 2010 contaba con una población total de 67700 habitantes.

## Otros datos
El código KOATUU es 6520300000. El código postal 75000 y el prefijo telefónico +380 5547.